# Porphyrio martinicus
Porphyrio martinicus là một loài chim trong họ Rallidae.